# 유진 (레이싱 모델)
유진(본명: 박영신, 1988년 8월 15일 ~ )은 대한민국의 레이싱 모델, 걸 그룹 멤버이다. 2015년부터 걸그룹 PPL 멤버로 활동중이다.

## 경력

### 에이빙모델 경력
- 2019년 - 서울모터쇼 시트로엥 푸조 포즈모델
- 2018년 - 오토위크 아이언빌드 부스 포즈모델
- 2017년 - 오토모티브위크 OXK 포즈모델
- 2017년 - 서울모터쇼 포르쉐 포즈모델
- 2015년 - 서울모터쇼 레이싱모델
- 2014년 - 부산국제모터쇼 레이싱모델

### 레이싱모델 경력
- 2019년 - 금호타이어 스폰서쉽 및 엑스타 레이싱팀 전속 모델
- 2018년 - 금호타이어 스폰서쉽 및 엑스타 레이싱팀 전속 모델
- 2017년 - 금호타이어 스폰서쉽 및 엑스타 레이싱팀 전속 모델
- 2016년 - 금호타이어 스폰서쉽 및 엑스타 레이싱팀 전속 모델
- 2015년 - 금호타이어 스폰서쉽 및 엑스타 레이싱팀 전속 모델